# Pak Kyŏng-sam
Pak Kyŏng-sam ist ein nordkoreanischer Politiker. Seit 2002 ist er Vorsitzender des Volkskomitees der Provinz P’yŏngan-pukto. 2003 wurde er in die Oberste Volksversammlung, das nordkoreanische Parlament, gewählt. Auch nach den Parlamentswahlen 2009 blieb er Abgeordneter des Wahlkreises 211.